# 尾花貴絵
尾花 貴絵（おばな きえ、1992年7月28日 - ）は、日本の女性ファッションモデル 、女優 、元グラビアアイドル。神奈川県出身。オスカープロモーション所属（2010年6月から2021年3月まで）を経て、2021年5月からREVIVE（リバイヴ）に所属している。

## 人物
- 父はプロ野球・ヤクルトスワローズの投手として活躍し、横浜ベイスターズの監督を務めていた尾花高夫[4]。本人は次女であり、姉と兄がいる。
- 趣味：料理、お菓子作り
- 8歳の頃からクラシックバレエを習っていた。好きなバレリーナはポリーナ・セミオノワ[5]。
- カナダに1年間留学していたことがある[6]。
- 芸能界の友人は、父が元プロ野球投手、なおかつ野球好きということで共通点の多い元AKB48の倉持明日香。

## 経歴
- JMAA 2010モデルオブザイヤー　新人賞受賞
- 2010年、金沢市コンシェルズに就任。同年6月、スカウトによりオスカープロモーションと契約を結ぶ[2]。
- 2011年、旭化成グループキャンペーンモデルに選ばれる[7]。
- 2012年5月、新ガールズユニット「モデルガールズ」のメンバーとなる[8]。
- 2014年12月、神奈川県内における第47回衆議院議員総選挙啓発ポスターのモデルを務める[9]。
- 2018年4月、『日立 世界・ふしぎ発見!』（TBS）の放送33周年突入を記念しボリビアのウユニ塩湖でプロジェクションマッピングに挑んだ[10]。
- 2021年3月31日をもってオスカープロモーションを退社[3]。
- 2021年5月20日、RIVIVE（リバイヴ）に所属することを自身のTwitter（現・X）で報告した[11]。
- 2024年末に結婚したことを翌2025年3月31日に自身のInstagramにて報告した[12]。

## 出演

### テレビドラマ
- 殺しの女王蜂（2013年10月、テレビ東京） - ピストル 役
- 八重の桜（2013年12月、NHK） - 三崎絹子 役
- ラスト・ドクター〜監察医アキタの検死報告〜（2014年7月 - 9月、テレビ東京） - 穂波 役
- 陰陽師（2015年9月13日、テレビ朝日） - 茅草 役
- 月曜ゴールデン 「銭の捜査官 西カネ子1」（2016年） - 河原麗華 役
- 月曜名作劇場「十津川警部シリーズ4 愛と裏切りの伯備線」（2017年10月16日、TBS）- 絵里 役
- ミステリースペシャル・ふぞろい刑事（2017年12月21日、朝日放送）- ホテル受付 役

### テレビ
- news every.（日本テレビ） - 「every.特集」リポーター ※不定期出演
- 世界・ふしぎ発見!（2017年8月12日・2018年4月21日・同年9月29日・2020年3月21日、TBSテレビ） - ミステリーハンター
- プロ野球ワイド2017（BSスカパー!）- 新コーナー「ガールズワイド」リポーター（倉持明日香と共にリポート）#4 2017年8月20日放送
- 秋の超豪華さんま御殿!（2020年9月15日、日本テレビ）

### ラジオ
- 埼玉 彩響のおもてなし（2018年4月 - 、ラジオ日本）

### 映画
- ガチバン NEW GENERATION 2（2015年、AMGエンタテインメント）
- マイライフ、ママライフ（2022年4月1日、ムービー・アクト・プロジェクト）　-　大内綾 役[13][14]

### 舞台
- フライングパイレーツ〜ネバーランド漂流記（2014年7月30日 - 8月3日、シアターグリーン BIG TREE THEATER） - キャプテン・フック役[15]
- 劇団マツモトカズミ第四回公演「結婚の偏差値Ⅱ DEAD OR ALIVE」（2014年9月10日 - 23日、新宿村LIVE）
- 『Honganji』（2016年1月 - 2月、新歌舞伎座・中日劇場・EX THEATER ROPPONGI）
- 「“Pretty Guardian Sailor Moon” The Super Live」（2018年8月31日 - 9月9日、AiiA 2.5 Theater Tokyo） - セーラージュピター / 木野まこと 役（松崎カンナ、山崎紫生とトリプルキャスト）

## コラム連載

### WEB
- OVO きらり カテゴリーにてコラム連載

## 作品

### イメージビデオ
- Okie Doki（2019年1月31日、エスデジタル）[4]
- Everlasting（2019年9月20日、竹書房）